# Папа Ибра Талл
Папа Ибра Талл (род. 1931 или 1935, Тивавуане) — сенегальский художник и преподаватель. Считается одним из крупнейших представителей современного сенегальского и африканского искусства и центральной фигурой в формировании нового поколения сенегальских художников. Преподаёт в Дакарской академии художеств и школе текстильного искусства в Тиесе.

## Биография
Первыми живописными работами Талла стали несколько картин маслом, написанных в Сенегале в 1947 году при поддержке работавших там французских художников. В 1955 году поступил изучать архитектуру в Архитектурную школу Парижа. В Париже впервые познакомился с движением негритюда, в 1960 году совершил поездку в США. В 1962—1963 годах учился в Севрской школе искусств, где изучал керамику, живопись на шёлке и создание гобеленов. Вернувшись после этого в уже независимый Сенегал и получив большую поддержку со стороны Леопольда Сенгора, первого президента страны, Талл возглавил отделение африканского искусства Дакарской академии художеств, а в 1966 году — созданную в Тиесе школу текстильного искусства. С 1975 по 1983 год работал в министерстве культуры Сенегала, в 1989 году возглавил Мастерские сенегальского декоративного искусства.
С 1965 года работы Талла выставлялись на множестве художественных выставок в разных странах Европы, Азии, Африки и Америки, он имеет множество как сенегальских, так и иностранных наград (в том числе орден Palmes Académiques de la République du Sénégal). По мнению искусствоведа Элизабет Гарни, Талл является последовательным сторонником негритюда и настаивает на использовании «идентифицируемых» африканских элементов при создании живописных работ африканскими художниками.